# اردشیر نیک‌پور
اردشیر نیک‌پور (۱۲۹۷- ۱۳۶۶) مترجم حوزه‌ی ادبیات کودک و نوجوان اهل ایران بود. نیک‌پور بیش از ۱۰۰ کتاب در این حوزه ترجمه کرد. 

## زندگی‌نامه
اردشیر نیک‌پور در ۱۵ بهمن ۱۲۹۷ در تبریز زاده شد. پدرش از رزمندگان بنام مشروطیت و از یاران ستارخان بود. نیک‌پور نخستین مقاله‌ی خود را هنگامی‌که دانش‌آموز دوم دبیرستان بود در روزنامه «شفق» به چاپ رساند.
هم‌زمان با کار در راه‌آهن و نگارش و ترجمه‌ی مقاله و کتاب، به دانشکده‌ی حقوق دانشگاه تهران راه یافت و در رشته‌های حقوق قضایی (۱۳۲۷) و علوم سیاسی و اقتصاد (۱۳۲۸) به تحصیل پرداخت. نیک‌پور که با زبان‌های ترکی عثمانی، ارمنی، و فرانسوی به خوبی آشنایی داشت پس از بازنشستگی از خدمات دولتی در سال ۱۳۴۷ پیگیرانه به کار نگارش و ترجمه برای نوجوانان و جوانان پرداخت و نهایتاً توانست در سال ۱۳۴۴ برای ترجمه‌ی کتاب «دور ماه» اثر ژول ورن جایزه سلطنتی دریافت کند.
اردشیر نیک‌پور در سال ۱۳۶۶ پس از یک تصادف در تهران دیگر نتوانست هوشیاری کامل خود را بازیابد. او سرانجام در کالیفرنیا درگذشت.

## برخی از ترجمه‌ها
- مسافرت به ماه(جلد اول) ژول ورن، بنگاه ترجمه و نشر کتاب چاپ اول ۱۳۴۰، بنگاه ترجمه و نشر کتاب چاپ دوم ۱۳۴۸، انتشارات علمی و فرهنگی چاپ سوم ۱۳۸۷، انتشارات علمی و فرهنگی چاپ چهارم ۱۳۹۳
- دور ماه (جلد دوم) ژول ورن، بنگاه ترجمه و نشر کتاب چاپ اول ۱۳۴۸، انتشارات علمی و فرهنگی چاپ سوم ۱۳۸۷
- بیست هزار فرسنگ زیر دریاها (دوره سه جلدی) ژول ورن، بنگاه ترجمه و نشر کتاب چاپ اول ۱۳۳۶، بنگاه ترجمه و نشر کتاب چاپ دوم ۱۳۴۶، بنگاه ترجمه و نشر کتاب چاپ سوم ۱۳۵۲، انتشارات علمی و فرهنگی چاپ چهارم ۱۳۷۳، انتشارات علمی و فرهنگی چاپ پنجم ۱۳۸۴، انتشارات علمی و فرهنگی چاپ ششم ۱۳۹۲
- دور دنیا در هشتاد روز ژول ورن، انتشارات گوتنبرگ (میر) چاپ اول ۱۳۳۶، انتشارات امیرکبیر ۱۳۵۱، گوتنبرگ (میر) چاپ دوم ۱۳۷۳، جاودان خرد چاپ سوم ۱۳۷۴
- میشل استروگف ژول ورن، نشر اقبال ۱۳۴۴
- داستان‌های دلپذیر هانس کریستیان آندرسن، بنگاه ترجمه و نشر کتاب چاپ اول ۱۳۳۷، انتشارات علمی و فرهنگی چاپ دوم ۱۳۷۸، انتشارات علمی و فرهنگی چاپ سوم ۱۳۸۱، انتشارات علمی و فرهنگی چاپ چهارم ۱۳۸۲، انتشارات علمی و فرهنگی چاپ پنجم ۱۳۸۴، انتشارات علمی و فرهنگی چاپ ششم ۱۳۸۷، انتشارات علمی و فرهنگی چاپ هفتم ۱۳۹۳
- آتیلا لوئی دول، انتشارات گوتنبرگ (میر) چاپ اول ۱۳۶۲
- دوازده برادربرادران گریم
- شنل‌قرمزی برادران گریم
- غاز زرین برادران گریم
- سفیدبرفی برادران گریم
- دختر هوشمند برادران گریم
- جزیره گنج رابرت لویی استیونسن
- گنجشک‌ها و گل سرخ‌ها

همچنین افسانه‌هایی شامل: آذربایجانی، ارمنی، گرجی، استرالیایی، الجزایری، بلغاری، پاکستانی، تونسی، سرخپوستان، لائوسی و کامبوجی، ویتنامی، تبت، جزایر اقیانوسیه، خاور دور (ژاپن)، کولی‌ها، تاهیتی و دریای جنوب، چینی، سنگالی، ماداگاسکاری، مصر باستان، مکزیکی، هندی، وایکینگ‌ها و یونان باستان از جمله آثاری است که اردشیر نیک‌پور در دهۀ ۴۰ تا دهۀ ۶۰ ترجمه کرده است.